# キリスト教根本主義
キリスト教根本主義（キリストきょうこんぽんしゅぎ、英語：Christian fundamentalism）は、米国及び英国プロテスタントの保守的な福音主義（Evangelicalism）である。19世紀から20世紀初頭にかけて自由主義神学に対しキリスト教の基本的な信条を主張した。キリスト教原理主義と形容されることもある。

## 概説
1. 聖書の霊感と権威（聖書の無誤性）
2. キリストの処女降誕
3. 代償的贖罪の教理
4. キリストの体の復活
5. イエス・キリストの再臨

キリスト教根本主義運動は、当初は保守的な福音主義（evangelicalism）の中で協力するものであったが、次第にディスペンセーショナリズムの色合いを濃くしていった。
ファンダメンタリスト（原理主義者）の語は、21世紀に議論を呼ぶ語である。しばしば、レッテル張りのため攻撃的な侮蔑語として用いられるとされ、福音派の指導者である宇田進は、「ファンダメンタリストという名称ぐらい敵意に満ちた侮蔑的な差別用語は、おそらくキリスト教界には見当たらないのではなかろうか」。と主張している。かつて根本主義運動の指導者自らの語であったが、今日では根本的な信仰を持つ者でも、蔑称としてこの語で呼ばれるのを拒否するようになった。ただし、現在でも英語圏ではファンダメンタルを名乗る集団が存在する。それは独立バプテスト、Independent Fundamental Baptist Association of Michigan、Independent Fundamental Churches of Americaである。

## 小史
今日のキリスト教根本主義、福音主義は18世紀の第一次大覚醒にルーツを持つ。同時期、イングランド国教会の確立された教会によって、抵抗を受けながらも、メソジスト運動は連合王国のキリスト教を刷新し始めていた。
この宗教的な情熱の多くは、西方の哲学的エリートたちの啓蒙主義と理神論への反応であった。大覚醒と初期メソジストの強調は、個人的回心、敬虔主義、聖書の学び、道徳の向上（節制、家族の大切さ）、奴隷廃止運動、信徒と婦人の礼拝と伝道における役割の拡大、教派を超えた伝道協力にあった。
鍵となる人物は、聖公会司祭でメソジスト運動を組織したジョン・ウェスレー、アメリカのピューリタンの説教者、神学者のジョナサン・エドワーズ、聖公会司祭でハンティンドン伯爵夫人のチャプレンのジョージ・ホウィットフィールド、スラムの子供が犯罪に陥るのを防ぐため最初の日曜学校を設立したロバート・レイクス、讃美歌作詞、作曲者チャールズ・ウェスレー、アメリカのメソジスト主教フランシス・アズベリーである。しかし、根本主義運動の創立者と言える者は誰も存在しない。
19世紀の何人かの福音主義者の働きが、運動につながった。アメリカ人ドワイト・ライマン・ムーディー（1837年 - 1899年）、連合王国の説教者ピアソン、ディスペンセーション神学の提唱者ジョン・ネルソン・ダービーである。
ファンダメンタリズムの語は、聖書の高等批評学に反対する94の論文集に直接由来する。この論文は1910年から1915年にかけて、連合王国とアメリカ合衆国の保守的な64人のプロテスタント神学者によって書かれた。

## 教理
アメリカ根本主義者の信仰の文書化は、ナイアガラ聖書会議と、「5つの基本信条」を定めた1910年のアメリカ合衆国長老教会大会に見ることが出来る。
1. 聖書の無誤謬性 (Inerrancy of the Bible)
2. イエス・キリストの処女降誕と神性（イザヤ7：14） (The virgin birth and deity of Jesus Christ)
3. キリストの代償的贖罪の教理と、神の恵みによる信仰を通しての救い（ヘブル9章） (The doctrine of atonement)
4. イエス・キリストの体の復活（マタイ28） (The bodily resurrection of Jesus Christ)
5. キリストの奇跡の真正性、または、イエス・キリストの再臨 (The bodily second coming of Jesus Christ )

特に根本主義者は、モーセ5書（トーラー）は、モーセの死後数世紀にわたって書かれたという、聖書高等批評学、文書仮説を拒否し、モーセが旧約聖書のモーセ5書の著者であったと断言した。しかし、モーセが資料を参考にしたことまでは否定していない。
キリスト教根本主義とディスペンセーション主義では終焉説が唱えられる。 

### 根本主義と福音派の対立
今日、福音的ではないグループや聖霊派との協力関係について、根本主義者は福音派を批判する。アメリカの牧師といわれる代表的な福音派の福音伝道者ビリー・グラハムは、初期の神学的根本主義の出身ではあるが、多くのキリスト教根本主義者は、1950年代の早い段階から、ビリー・グラハムのミニストリー、宣教活動を拒否している。ビリー・グラハムは、キリスト教根本主義の中から生まれた運動の代表的な人物であるが、狭義の根本主義と福音派は別の運動になり、新しい運動は新福音主義として知られている。彼は新しい福音主義の父 (Father of New Evangelicalism) と呼ばれた。

## キリスト教根本主義運動の終焉
オリジナルの20世紀キリスト教信条主義運動は、保守的な福音主義プロテスタントの中で解体され、多くの教派が分裂によって生まれた。彼らは新福音主義、改革派やルーテル派の信条主義、などそれぞれ別のアイデンティティを持っている。そして、このうち誰も、初期のキリスト教信条主義運動の共通点以上のものを認めていない。従って、多くの福音派は、狭義の現代「キリスト教根本主義運動」に属してはいないが、広義の歴史的「根本主義者」と呼べるかも知れない。今日の福音主義者は聖書の無謬性の教理を信じている。これは、1世紀前の福音主義者と近代リベラル主義者の議論における主要な相違点であった。

## 英語圏におけるファンダメンタリズムの用語の変化
ファンダメンタリストという言葉は、当初は近代聖書批評学に反対する保守的福音主義者たちの自称であり、ひとつの神学的立場を指す用語であった。しかしスコープス裁判（1925年）などをきっかけに、宗教的立場から進化論を強く否定したような人々がファンダメンタリストと呼ばれ、時代錯誤的、前近代的といったあまり肯定的でないニュアンスを帯びた、当事者でない人々からの他称ないし蔑称として一般に広まった。イラン革命（1979年）以降、ファンダメンタリズムという用語はイスラム教に対しても適用されるようになった（この文脈において日本ではファンダメンタリズムが原理主義と翻訳され、イスラム原理主義という訳語が使われるようになった）。

## 日本での語法
日本では1926年の段階で、当時のキリスト教会の代表的指導者植村正久が、根本主義の基本信条に反対し、「代償的贖罪」を教会の信条の中に含めることは、間違いであるとした。また聖書の無誤も「文字崇拝」と呼んで拒否した。
旧日本基督教団においては、国民儀礼として宮城遥拝、神社参拝を行ったのに対し、それを偶像崇拝だと主張して神社参拝をしないクリスチャンをファンダメンタリスト、その立場をファンダメンタリズムと呼んだ。「神社非宗教論」を唱え神社参拝を容認する立場では、美濃ミッション事件から神社参拝拒否をファンダメンタリズムとする合意が形成されたという 。
従来、キリスト教根本主義は、キリスト教の運動である狭義のファンダメンタリズム(Fundamentalism)を表す植村正久の訳語であったが、イスラム原理主義の登場以降、日本でも神学的意味合いを超えて、政治的意味合いを持って、キリスト教原理主義（キリストきょうげんりしゅぎ）と呼ばれることもある。

## 用語「根本主義」と「キリスト教原理主義」
キリスト教の神学的ファンダメンタリズムの語から、政治的原理主義の語が派生したため、英語では形容詞を伴わずFundamentalismという。
日本のキリスト教の現場では、この神学的ファンダメンタリズムに対して戦前より一貫して「根本主義」（最も古い使用例は植村正久の『宣言若しくは信条』(1924)）の訳語を充てる。訳語「原理主義」は「イスラム原理主義」の出現によって新しく再定義された、主として報道と社会学の用語であり、キリスト教界ではキリスト教の運動を指すものとしては用いられない。

## アメリカ合衆国における根本主義の歴史
19世紀のアメリカで、自由主義神学の挑戦に対する、キリスト教の保守福音主義から興った。1878年のナイアガラ聖書会議が、最初の定式化であるとされるが、このときはまだファンダメンタリズムという呼称は興っていない。

### 第1期「神学的根本主義」
1900年-1920年
ファンダメンタリストの語は、1910年から1915年の間に刊行された自由主義神学を論駁する12巻の伝道文書シリーズ「ザ・ファンダメンタルズ」に直接由来しており、「ファンダメンタルズの守護者」の意で1920年に初めて使用された。「ファンダメンタルズ」はファンダメンタリスト自身の命名であり、元来侮蔑的意味はなかった。

### 第2期「組織化された根本主義」
1920年-1930年
1929年、旧プリンストン学派のジョン・グレッサム・メイチェンによるウェストミンスター神学校の創設。

### 第3期「体系としての根本主義」
1930年-1945年
自由主義は新正統主義によって衰退し、根本主義の神学は体系化された。前千年王国説の患難前携挙説が優勢になる。

### 第4期 「根本主義の分裂と新しい福音主義の台頭」
1945年-1969年
1947年のフラー神学大学の建設。1949年、福音主義神学会（ETS）の設立。1956年、クリスチャニティ・トゥディの創刊。
根本主義者が福音派を拒否し、根本主義者と福音派が対立する。

### 第5期 「福音主義の社会的関心と政治関与」
1970年-1980年
1970年以前の社会活動はおもに楽観的な終末観を持つエキュメニカル派が行ってきた。この自由主義神学への反発から社会的、政治的関心を持たなかった福音主義教会が、社会的な責任を強調するようになり、政治に介入するようになった。
人工妊娠中絶を合法化した1973年のロー対ウェイド判決に対して、生命尊重派（プロライフ）の働きがなされたことも大きな理由である。

### 現代
大部分の根本主義者は、神学的な理由からローマ・カトリックに反対してきたが、近年は人工妊娠中絶など社会問題に対して、協力する動きも見られる。しかし、キリスト教根本主義と、ローマ・カトリックは、歴史や文化に関する認識の違いと、大きな神学的相違のために、今もやはり緊張関係にある。
ローマ・カトリックを含む保守的なキリスト教勢力により、ジョージ・W・ブッシュが大統領に選出された。
2007年もロウ対ウェイド判決の記念日1月22日に、毎年規模を拡大しつつ行われる、カトリック・プロライフの集会がワシントンD.C.最大のスポーツ・アリーナで行われ、2万人のカトリックの青年がミサといのちの行進に参加した。

### 創造論
1910年-1920年の根本主義の指導者の中には、有神的進化論を認める神学者がいたが、1920年から-1930年代にかけての根本主義は、進化論に反対する立場を鮮明にした。
進化論裁判と呼ばれる一連の裁判で、創造論を学校教育にもちこむ是非が問われた。合衆国州政府では進化論を歴史教科書から削除するところも出て来ている。なお、日本のキリスト教界にも、信仰的理由から進化論を認めないクリスチャンが存在するが、創造論の公認を求めて裁判に訴える動きは見られない。

## 教勢分布
第二次世界大戦後にキリスト教根本主義の弱点を克服するために福音派が台頭したといわれており、キリスト教根本主義と福音派は教会史において別の運動である。

## 参考書籍
- 宇田進「福音主義キリスト教と福音派」（いのちのことば社）
- A.マクグラス「キリスト教の将来と福音主義」（いのちのことば社）
- J.G.メイチェン「キリスト教とは何か-リベラリズムとの対決-」（いのちのことば社）
- J.G.メイチェン「キリストの処女降誕」（いのちのことば社）
- J.G.メイチェン「パウロ宗教の起源」（いのちのことば社）
- B.B.ウォーフィールド著「聖書の霊感と権威」（新教出版社）
- 尾山令仁著「聖書の権威」（羊群社）
- ジェームス・バー「ファンダメンタリズム―その聖書解釈と教理」（ヨルダン社）
- R.メール他「プロテスタント　過去と未来」（ヨルダン社）
- G.ハルセル「核戦争を待望する人びと―聖書根本主義派潜入記」（朝日新聞社 朝日選書）
- 奥山実「悪霊を追い出せ!」マルコーシュ・パブリケーション